# Лугинки
Лугинки (укр. Лугинки) — село на Украине, основано в 1651 году, находится в Лугинском районе Житомирской области.
Код КОАТУУ — 1822855103. Население по переписи 2001 года составляет 417 человек. Почтовый индекс — 11303. Телефонный код — 4161. Занимает площадь 1,66 км².

## Адрес местного совета
11301, Житомирская область, Лугинский р-н, пгт. Лугины, ул. К. Маркса, 2а